# Elecciones parlamentarias de Ruanda de 1961
El 25 de septiembre de 1961 se celebraron en Ruanda elecciones parlamentarias junto con un referéndum sobre la monarquía del país. El resultado fue una victoria del Parmehutu, que obtuvo 35 de los 44 escaños de la Asamblea Legislativa. La participación de los votantes fue del 95,6%.
Fueron las últimas elecciones multipartidistas que se celebraron en el país hasta el año 2003.

## Resultados
| Partido | Partido                                          | Votos     | %     | Escaños |
| ------- | ------------------------------------------------ | --------- | ----- | ------- |
|         | Parmehutu                                        | 974.329   | 77,58 | 35      |
|         | Unión Nacional Ruandesa                          | 211.929   | 16,87 | 7       |
|         | Asociación para la Promoción Social de las Masas | 45.470    | 3,64  | 2       |
|         | Rally Democrático Ruandés                        | 4.172     | 0,33  | 0       |
|         | Otros                                            | 19.726    | 1,57  | 0       |
| Total   | Total                                            | 1.255.896 | 100.0 | 44      |